# زایلیتول پنتانیترات
زایلیتول پنتانیترات (به انگلیسی: Xylitol pentanitrate) با فرمول شیمیایی C5H7N5O15 یک ترکیب شیمیایی است. که جرم مولی آن ۳۷۷٫۱۳ گرم بر مول می‌باشد. 